# Idiolispa striata
Idiolispa striata là một loài tò vò trong họ Ichneumonidae.